# معبد جیندائیجی

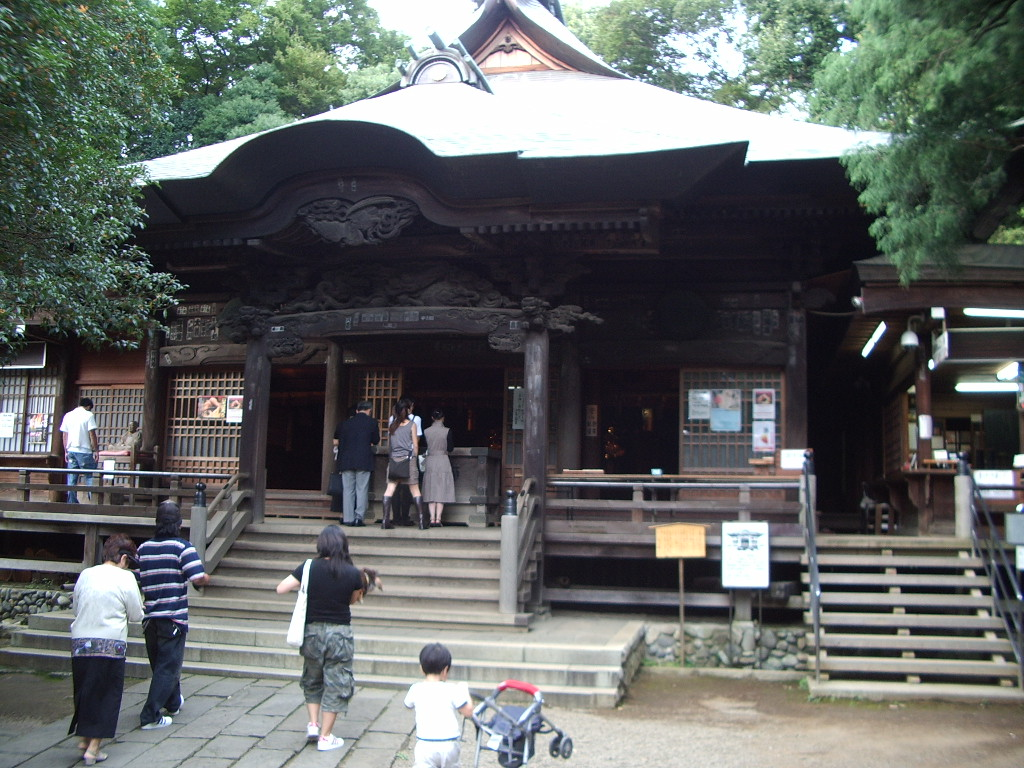
معبد جیندائیجی.

معبد جیندائیجی (به ژاپنی: 深大寺) در منطقهٔ چوفو در توکیو، پایتخت ژاپن واقع شده و در سال ۷۳۳ میلادی ساخته شده‌است.